# Agence spatiale algérienne
 (mars 2022).
L'Agence spatiale algérienne (ASAL ; en arabe : الوكالة الفضائية الجزائرية, en berbère : ⵜⴰⴼⵓⵍⵍⵓⵜ ⵜⴰⴷⵣⴰⵢⵔⵉⵜ ⵏ ⵜⴰⵍⵍⵓⵏⵜ) est l'agence spatiale responsable du programme spatial algérien. L'Agence spatiale algérienne est un établissement public national à caractère spécifique, doté de la personnalité morale et de l'autonomie financière. Elle a été créée auprès du chef du gouvernement par le décret présidentiel no 02-48 du 16 janvier 2002.
L'ASAL conçoit et met en  œuvre de la politique nationale de promotion et de développement de l'activité spatiale. Son objectif principal est de faire de l'outil spatial un vecteur performant de développement économique, social et culturel du pays et d'assurer la sécurité et le bien-être de la communauté nationale.

## Historique
Le programme spatial algérien a débuté en 1987, avec la création du Centre national des techniques spatiales (CNTS). L'Agence spatiale algérienne est créée par décret présidentiel le 16 janvier 2002, en tant qu'établissement public national à caractère spécifique, avec pour objectif la conception et la mise en œuvre de la politique algérienne dans le domaine spatial.
En septembre 2017, l'agence spatiale algérienne signe un accord de partenariat avec le ministère de l'Environnement et des énergies renouvelables d'Algérie pour lui mettre à disposition ses outils aérospatiaux. À partir d'août 2019, la direction générale des forêts algérienne a accès aux services de l'ASAL. En septembre 2020, l'ASAL signe un accord de coopération avec le ministère de la Culture et des Arts algérien pour protéger et préserver le patrimoine culturel et la biodiversité dans le pays (une cartographie archéologique est établie dès septembre 2020).
De 2002 à 2019, l'agence est passée de 100 à 600 chercheurs et ingénieurs.
En juin 2023, l'ASAL a signé avec l'agence spatiale russe Roscosmos un accord spatial qui prévoit notamment des échanges scientifiques et techniques, ainsi qu’une assistance de Roscosmos pour la formation du personnel algérien dans le domaine de l’industrie spatiale.
L'ASAL coopère également avec les agences spatiales italiennes, française, chinoise et Sud-Coréenne.

## Organisation
L'Agence spatiale algérienne est constituée d’une structure centrale et de quatre entités opérationnelles.

### Organisation administrative
L'agence est dotée d'un conseil d'administration et d'un conseil scientifique et technique. Elle a à sa tête un directeur général nommé par le président de la République. Les membres du conseil d'administration sont, outre le directeur général et un représentant du chef du gouvernement, les ministres détenant les principaux portefeuilles susceptibles d'être concernés par les applications satellitaires représentant 15 départements ministériels. L'agence comprend un comité scientifique composé d’experts dans les domaines des technologies et applications spatiales.

### Entités opérationnelles

#### Centre des techniques spatiales (CTS)
Le Centre des techniques spatiales (CTS) est chargé de mener toutes les actions d’études et de recherches scientifiques et techniques dans les domaines :
- de la technologie spatiale, notamment les techniques liées aux capteurs, aux radiomètres, aux télécommunications spatiales, aux stations terriennes de réception et de contrôle ainsi qu’aux engins et instruments d’observation de la terre et de l'atmosphère ;
- de la physique de la télédétection aérospatiale, du bilan d'énergie au sol et de la physique de l'atmosphère ;
- de la méthodologie de traitement des images satellitaires et du traitement des banques de données images ;
- de la géodésie spatiale et des systèmes de références, des techniques et systèmes de navigation par satellites, de la radio-astronomie et l'altimétrie spatiale, de la détermination du champ de pesanteur et du géoïde, et des applications géodynamiques ;
- de la géomatique, des bases de données et systèmes d’informations géographiques, des méthodes d’acquisition (topographique, photogrammétrie, télédétection et cartographie), de traitement et de restitution des données géographiques.

#### Centre des applications spatiales (CAS)
Le Centre des applications spatiales (CAS) est chargé de mettre en œuvre les actions d'exploitation des satellites et des systèmes découlant des programmes spatiaux, en relation avec les différents secteurs utilisateurs.
Le centre assure la réalisation des projets opérationnels sectoriels et intersectoriels basés sur la télédétection et les systèmes d’information géographique, particulièrement dans les domaines de l'environnement et des risques naturels, de l'agriculture et des ressources en eau, de l'aménagement du territoire et de l'urbanisme ainsi que de la géologie et des sciences de la terre.

#### Centre de développement des satellites (CDS)
Le Centre de développement des satellites (CDS), inauguré le 23 février 2012, le CDS est implanté dans la commune de Bir El Djir, dans la wilaya d’Oran, est une entité opérationnelle de l'Agence spatiale algérienne dont la réalisation est une action planifiée dans le Programme Spatial National horizon 2020. Construit sur une superficie de 4,7 hectares, et pourvu d’un espace vie comprenant des logements de fonction et des terrains de sport, le CDS apportera une impulsion certaine au processus de maîtrise des technologies spatiales en Algérie.
Le CDS est constitué d’infrastructures modernes (ateliers et laboratoires) dédiés à la conception, l'assemblage des satellites ainsi que des moyens de test et d'essais d'environnement. Le Centre de développement des satellites (CDS) est chargé de la conception, du développement et de la réalisation des systèmes spatiaux prévus dans le cadre du programme spatial national, notamment :
- la mise à contribution de l'industrie nationale dans les domaines connexes des technologies spatiales, notamment les domaines de la mécanique, de l'électronique, de l'optique, de l'informatique et des télécommunications.
- la réalisation des satellites, la conduite des tests fonctionnels sur les satellites (essai d'interférence et de compatibilité électromagnétique, essai de vide thermique, essai de vibration et essai acoustique); l'assurance qualité des activités d'intégration et d’essai sur les systèmes spatiaux; l'émergence d’un tissu industriel dans les domaines connexes des technologies spatiales, notamment dans les domaines de l'électronique, l'informatique, la mécanique, l'optique et des télécommunications.

#### Centre d'exploitation des systèmes de télécommunications (CEST)
Le Centre d'exploitation des systèmes de télécommunications (CEST) est chargé de la gestion, de l'exploitation et de la commercialisation des produits et services de satellites de télécommunications prévus dans le cadre du programme spatial national, notamment :
- la gestion technique des infrastructures terrestres de réception et de contrôle ;
- la prise en charge des produits et services des satellites en relation avec les secteurs utilisateurs concernés ;
- la définition et la mise en œuvre d'une politique de commercialisation des produits et services.

### Activités commerciales
L'agence spatiale algérienne commercialise les images de catastrophes naturelles prises par satellites aux pays d'Afrique du nord et du Sahel,.

## Missions terminées

### Cartographie

Image du satellite algérien, Alsat-1.

#### Alsat-1
Le premier satellite algérien mis sur orbite est Alsat-1, un micro-satellite de cartographie, visant principalement à la gestion des ressources naturelles et à la prévention des catastrophes naturelles comme les inondations et les tremblements de terre.
Il a été intégré par des ingénieurs algériens et britanniques chez SSTL, au Royaume-Uni. La mise sur orbite a été réalisée par un lanceur russe Cosmos-3M, le 28 novembre 2002, de la base de Plesetsk en Russie.
Alsat-1 fait partie du programme Disaster Monitoring Constellation (DMC), visant à prévenir les catastrophes naturelles dans le monde. DMC comprend l'Algérie, le Royaume-Uni, la Chine, le Nigeria et la Turquie. Alsat-1 est le premier satellite lancé de la constellation. Le satellite est arrivé en fin de vie.

#### Alsat-2A
Le deuxième satellite algérien mis en orbite est Alsat-2A, un satellite d'observation de la Terre à haute résolution. Il a été intégré et testé en France, dans les locaux d'EADS Astrium avec la participation de 29 ingénieurs algériens.
Alsat-2A a été lancé par une fusée PSLV le 12 juillet 2010 depuis le Centre spatial de Satish Dhawan situé à Sriharikota près de la métropole de Chennai (sud de l'Inde). Avec une résolution au sol de 2,5 m en mode panchromatique et de 10 m en mode multispectral, il sert à différentes applications notamment la topographie, l'agriculture, la cartographie, le suivi de l'environnement...

#### Alsat-1B
Alsat-1B est le troisième satellite algérien d'observation de la Terre à moyenne résolution. Placé en orbite à 670 km d’altitude, il fournit des images en mode multispectral (visible et proche infrarouge) et panchromatique.
Il a été lancé le 26 septembre 2016 à 04 h 43 heure algérienne [9h13, heure indienne] par le lanceur indien PSLV C-35 depuis le site de Sriharikota du Centre Spatial de Satish Dhawan, situé dans la région du Chennaï au Sud-Est de l’Inde.
L'exploitation de ces images Alsat-1B répond entre autres à des objectifs liés à la protection de l’environnement et des différents écosystèmes naturels, à l’observation des phénomènes de la désertification et à leurs cartographies, à la cartographie de l'occupation des sols, à l'aménagement des territoires et du littoral et à la prévention et la gestion des risques naturels.
Alsat-1B fait également partie de la constellation internationale DMC (Disaster Monitoring Constellation).

#### Alsat-2B
Alsat-2B est le quatrième satellite d'observation de la terre à haute résolution, placé sur une orbite située à 670 km d’altitude et ce, après Alsat-2A en orbite depuis juillet 2010.
Ce satellite a été lancé le 26 septembre 2016 à 04 h 43, heure algérienne [9h13, heure indienne] par le lanceur indien PSLV C-35 et ce, depuis le site de Sriharikota du Centre Spatial de Satish Dhawan, situé dans la région du Chennaï au Sud-Est de l’Inde.
Les images prises par Alsat-2B dans les modes multispectral (visible et proche infrarouge) et panchromatique, permettent d'augmenter la fréquence des prises de vue et de renforcer les capacités de couverture du territoire algérien.
L’exploitation des images Alsat-2B à 2,5 m en mode panchromatique et en mode couleur rehaussé permettra d’investir des domaines thématiques et économiques importants tels, la planification et l’aménagement urbains et agricoles des territoires et du littoral, la cartographie et le suivi des infrastructures et des ouvrages d'art, l'établissement et la mise à jour du cadastre steppique et saharien et la prévention et la gestion des risques naturels (inondations, feux des forêts...).

### Recherche scientifique

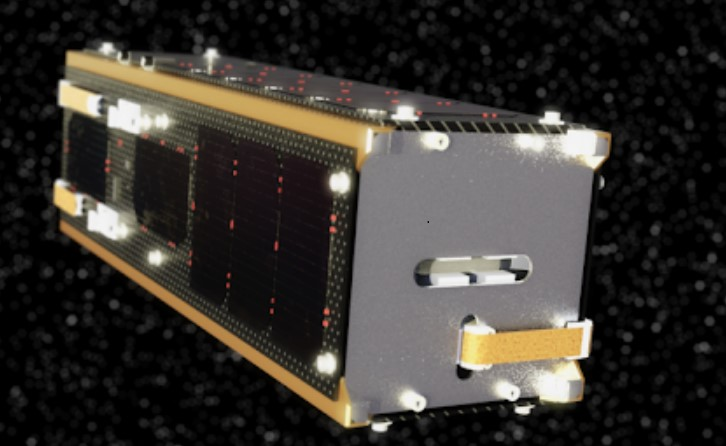
Satellite algérien Alsat-1N.

#### Alsat-1N
Alsat-1N est un nano-satellite à mission scientifique et de démonstration technologique développé dans le cadre de la mise en œuvre de l'accord de coopération entre l'Agence spatiale algérienne (ASAL) et l'Agence spatiale du Royaume-Uni (UKSA), par une équipe mixte d'ingénieurs algéro-britannique.
Ce satellite a été lancé le 26 septembre 2016 à 04 h 43 heure algérienne [9 h 13 heure indienne] par le lanceur indien PSLV C-35 et ce, depuis le site de Sriharikota du Centre Spatial de Satish Dhawan, situé dans la région du Chennaï au Sud-Est de l'Inde.
Ce satellite est destiné à l'analyse du comportement de trois charges utiles innovantes (caméra, mesure de radiation/magnétomètre et film solaire), ainsi que l’exploitation des données géomagnétiques terrestres et des images de la terre, fournies à titre démonstratif. L'exploitation de ces données sera réalisée par des équipes composées de chercheurs et universitaires algériens.

### Télécommunications

#### Alcomsat-1
Alcomsat-1 est le premier satellite de télécommunications de l'Algérie. Il permet la diffusion de 200 à 300 chaînes de télévision et autant de radios numériques (dans le cadre d'un partenariat avec Télédiffusion d'Algérie). Il a été lancé le 10 décembre 2017 par le lanceur Longue Marche 3B à partir de la base de lancement de Xichang en Chine. Il est placé en orbite géostationnaire à une longitude de 24,8° Ouest,.
Il fait partie de la plateforme satellitaire Dong Feng Hong 4 de 5 200 kg de masse brute et 26 mètres d’envergure pour une durée de 15 ans de durée de vie en orbite géostationnaire. Il s'agit du premier projet de collaboration entre l'ASAL et l'administration spatiale nationale chinoise.
Il emporte des transpondeurs en bande KU, pour la télévision, en bande KA pour le V-Sat et les transmissions internet ainsi que des transpondeurs en bandes X, EHF et UHF pour les besoins de l'armée et des secteurs stratégiques de l'État. Le satellite a une durée de vie estimée à 15 ans.
Le contrôle opérationnel est assuré par deux stations construites en Algérie, l’exploitation et le contrôle du satellite seront effectués par les ingénieurs de l'ASAL, depuis les centres d’exploitation des systèmes de télécommunications de Boughezoul (Médéa) et de Bouchaoui (Alger).
Les images produites par les satellites algériens sont commercialisées par l'ASAL.

## Missions en cours

### Cartographie

#### Alsat-3
C'est un satellite d'observation de la Terre à très haute résolution dénommé AlSat-3, qui est actuellement en phase de construction.